# Stazione di Rovato
La stazione di Rovato è una stazione ferroviaria a servizio dell'omonimo comune, posta sulla confluenza tra le linee Milano-Venezia e Lecco-Brescia.
È gestita da Rete Ferroviaria Italiana (RFI).

## Storia
L'impianto fu aperto il 5 marzo 1878 con l'inaugurazione del tronco diretto Treviglio-Rovato della ferrovia Milano-Venezia.
La configurazione iniziale di quest'ultima linea, aperta completamente nel 1857, prevedeva il passaggio presso la direttrice Coccaglio-Bergamo-Treviglio. Tuttavia, la società esercente, la Imperial Regia Privilegiata Società delle ferrovie del Lombardo-Veneto e dell'Italia Centrale, si impegnò a costruire anche un tracciato diretto fra Treviglio e Coccaglio. L'impegno fu ereditato dalle imprese susseguitesi, tra cui la Società per le Ferrovie dell'Alta Italia (SFAI), a causa del passaggio del territorio lombardo all'Italia.
Rovato, quindi, era priva di stazione ferroviaria, dato che la linea passava sul suo territorio, ma a una notevole distanza dal centro abitato di allora. La decisione di dotare il paese di uno scalo risale al 1874 e fu dovuta alla proposta della SFAI, pressata dal Governo italiano a mantenere i suoi impegni, di costruire la direttissima non a partire dalla stazione di Coccaglio, ma poco più a sud, appunto in territorio rovatese. In questo modo si sarebbe evitata la costruzione un'antieconomica curva che era d'obbligo se si avesse voluto mantenere il passaggio della ferrovia a nord dell'abitato di Chiari e quindi farla proseguire in direzione di Romano di Lombardia. Tra polemiche e controproposte, il Governo di allora accettò la proposta della linea bassa della SFAI. Il 6 luglio 1875 fu convertita in Legge la convenzione aggiuntiva necessaria a sostituire il precedente impegno di costruire la Treviglio-Coccaglio con la Treviglio-Rovato. I lavori iniziarono nell'ottobre 1876 e si conclusero all'inizio del 1878.
Nel 1885 l'impianto, come tutta la linea ferroviaria, entrò a far parte della Rete Adriatica esercita dalla Società Italiana per le strade ferrate meridionali. Dopo il 1905, a seguito della statizzazione delle ferrovie, l'esercizio passò alle Ferrovie dello Stato (FS).
Nel 1911, con il completamento della linea in concessione Iseo-Rovato, l'impianto fu raccordato alla vicina stazione terminale della breve ferrovia gestita dalla Società Nazionale Ferrovie e Tramvie (SNFT).

## Strutture e impianti

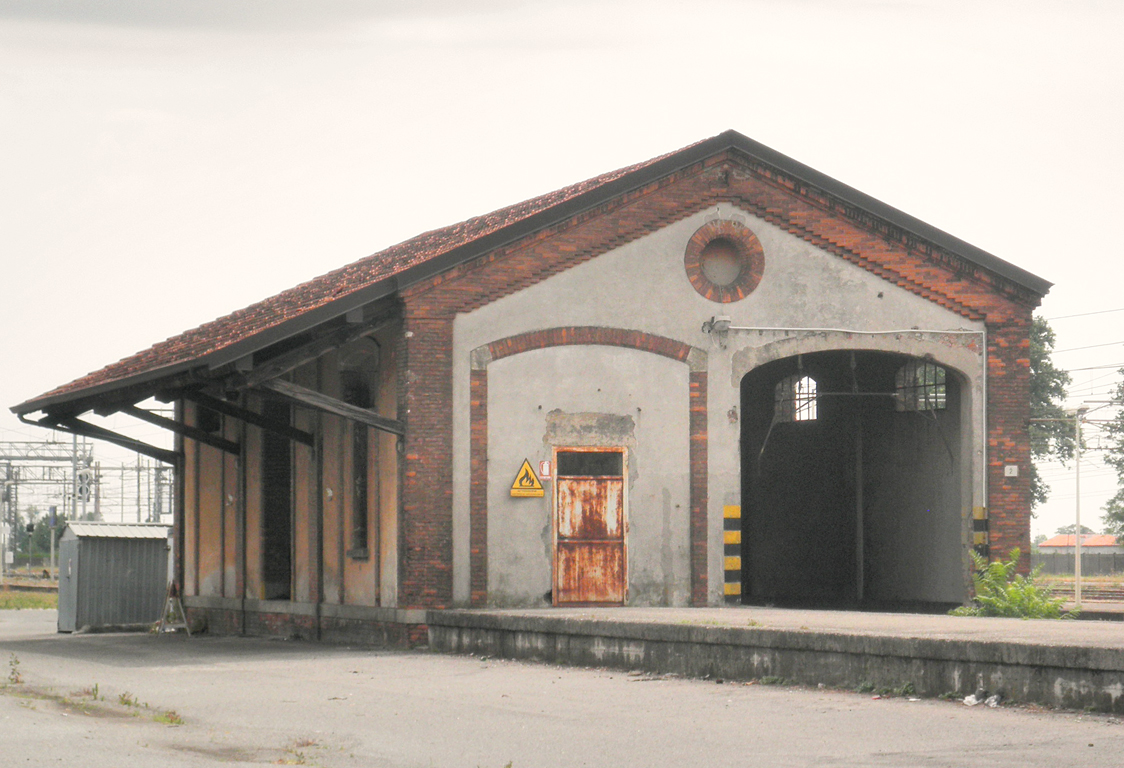
Il magazzino merci

Lo scalo è dotato di un fabbricato viaggiatori a tre livelli fuori terra. Al corpo principale si affianca, in direzione Treviglio, un corpo secondario a due livelli, dotato di terrazza. Verso il lato Brescia è presente un altro edificio, il quale è separato dal fabbricato viaggiatori e svolge funzione di ristorazione.
Il piazzale è composto dai due binari di corsa della linea ferroviaria Milano-Venezia, dal binario terminale della linea per Lecco, gli unici serviti da due banchine e adibiti al servizio viaggiatori. Il piazzale è completato da altri cinque binari di stazionamento, posti in asse al fabbricato viaggiatori.
È presente uno scalo merci è posizionato sul lato Brescia ed è raccordato con la stazione gestita da Ferrovienord (FN). È composto da un piano caricatore, da due binari di scalo e da un magazzino merci, attraversato al suo interno da un binario. In direzione Brescia, dopo il raccordo con la Bornato-Rovato sono presenti altri due binari di stazionamento.

## Movimento

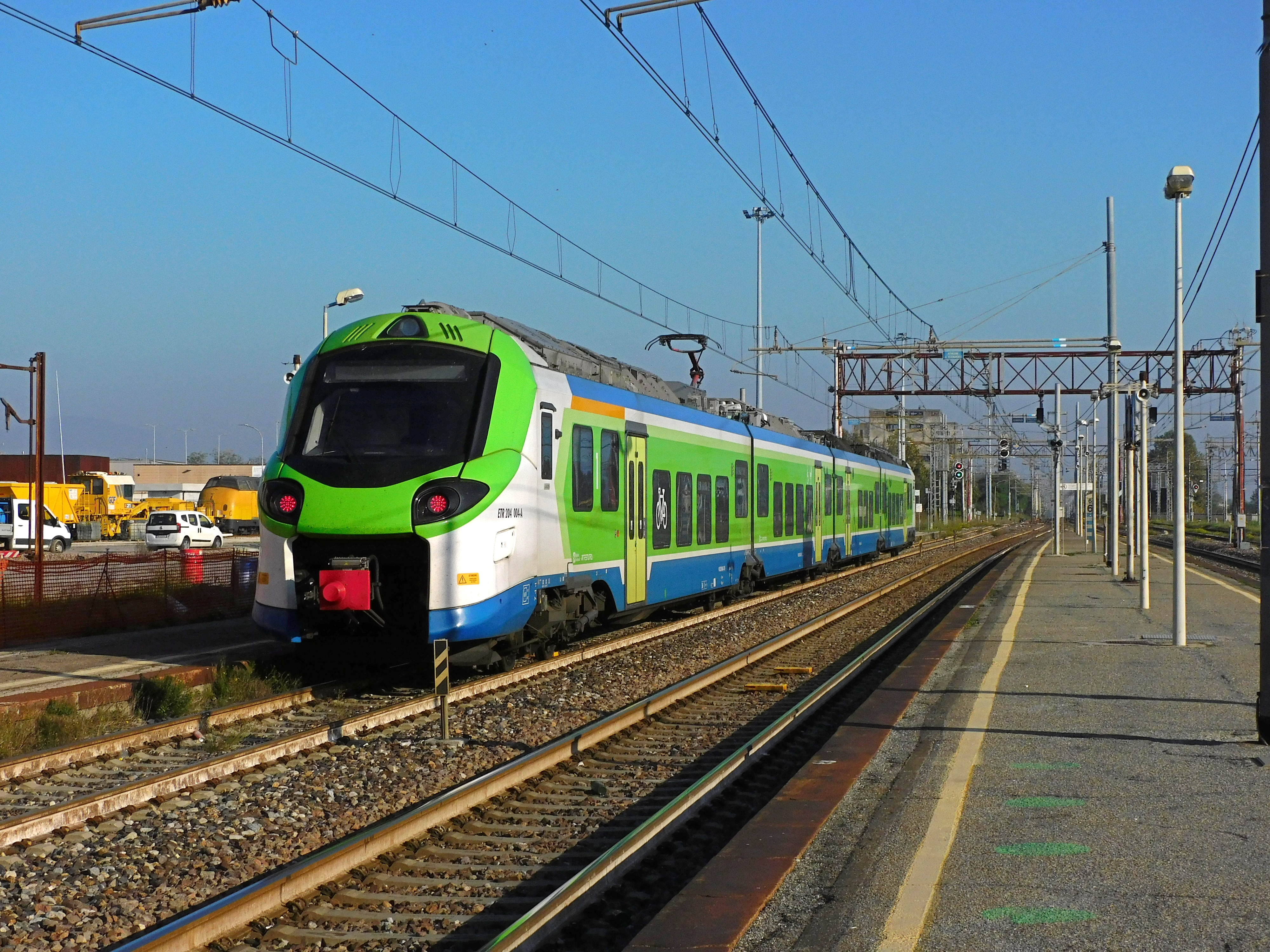
Regionale Bergamo-Brescia, effettuato da un Donizetti di Trenord, in uscita dalla stazione

La stazione è servita da treni regionali Trenord nell'ambito del contratto di servizio stipulato con la Regione Lombardia. Le principali relazioni sono Bergamo-Brescia, Milano Centrale-Verona Porta Nuova, Milano Greco Pirelli-Brescia.
In estate, effettua servizio anche il Freccia Orobica di Trenitalia TPER.

## Servizi
- Biglietteria a sportello
- Biglietteria automatica
- Sala d'attesa
- Servizi igienici
- Bar

## Interscambi
- Fermata autobus

Fra il 1897 e il 1915, la stazione era servita dai tram a cavalli che svolgevano servizio lungo l'apposita diramazione, proveniente dal centro cittadino, della tranvia a vapore Iseo-Rovato-Chiari.